# Sikorsky S-76
L'S-76 Spirit è un elicottero utility leggero biturbina con rotore a quattro pale, progettato e costruito dall'azienda aeronautica statunitense Sikorsky.

## Storia del progetto
La Sikorsky Aircraft Company annunciò lo studio di un nuovo elicottero biturbina a 12 posti, a carrello retrattile ed elevate prestazioni di volo, in grado di soddisfare le esigenze di operatori sia civili che militari, nel gennaio 1975.
Il progetto rimarcava chiaramente l'esperienza acquisita dalla casa americana con l'elicottero utility militare S-70 e la designazione S-76 fu scelta per celebrare il bicentenario degli Stati Uniti.
La costruzione di 4 prototipi iniziò nel maggio 1976; il primo a volare, il 13 marzo 1977, fu il secondo prototipo già dotato di strumentazione per il volo strumentale (IFR).
L'elicottero rispondeva sin dall'inizio alle norme per il volo ognitempo in quanto uno dei principali impieghi della macchina era l'impiego offshore per le società petrolifere.
La versione S-76 Mk.II, che ha battuto ben dodici primati internazionali nel febbraio 1982, monta una particolare variante delle turbine Allison 250, con un margine di sovrapotenza del 5 % rispetto al modello precedente.

## Tecnica
Il rotore quadripala è del tutto simile a quello dell'S-70: le pale sono realizzate attorno a un robusto longherone in titanio. Anche il bordo d'entrata è in titanio mentre il bordo d'uscita ha una struttura a nido d'ape in fibra di vetro e nylon.
L'intera pala è pressurizzata per assicurare la massima integrità strutturale, mentre la testa del rotore risponde alle più moderne tecniche di costruzione garantendo la massima riduzione dei tempi di manutenzione: infatti i normali cuscinetti sono stati sostituiti da cuscinetti elastomerici privi di lubrificante; infine la presenza di speciali ammortizzatori assicura una quasi assenza di vibrazioni.
I propulsori (2 turbine Allison 250-C30 da 650 hp) sono alloggiati sopra la fusoliera dietro l'albero di trasmissione.

## Impiego
Tra i principali operatori civili del S-76 Spirit figurano la Air Logistic, la Okanagan Helicopters, la VOTEC brasiliana e la Bristow Helicopters in Inghilterra.

## Utilizzatori

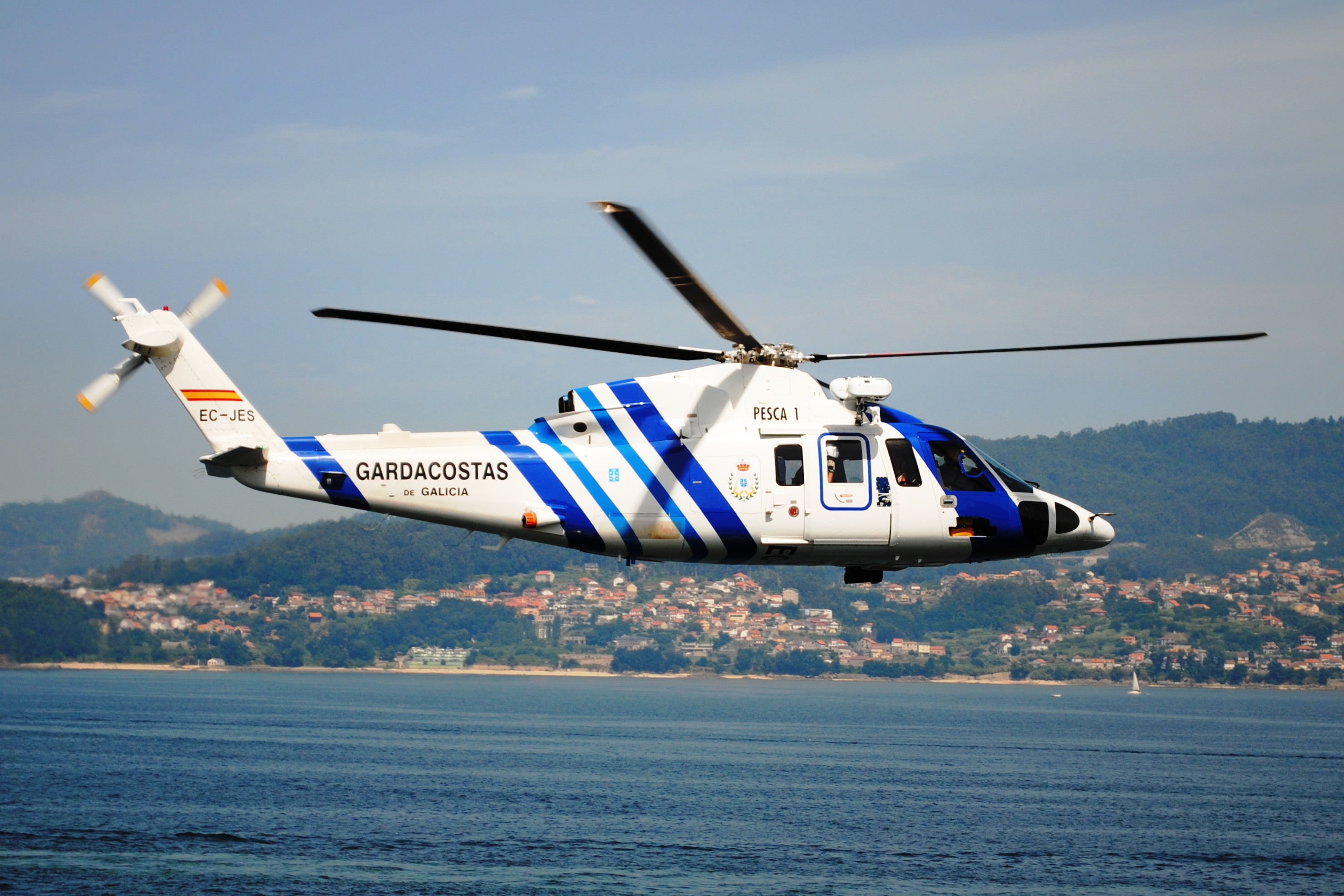
S-76C+

### Governativi
India
- Governo dello Stato di Maharashtra

1 S-76D acquistato nel 2018.
 Stati Uniti
- New York State Police

1 S-76 consegnato e in servizio al marzo 2025.

### Militari
Argentina
- Fuerza Aérea Argentina

2 S-76B acquistati nel 1996 per il trasporto VIP. Appartenenti alla Flota Aérea Presidencial, da marzo 2024 trasferiti definitivamente alla FAA che, fino a quel momento, forniva solo gli equipaggi.
 Filippine
- Hukbong Himpapawid ng Pilipinas

17 S-76A consegnati, 9 in servizio al febbraio 2020.
 Giappone
- Guardia costiera giapponese

6 S-76C ricevuti a partire dal 10 febbraio 1995. Ulteriori 12 S-76D ricevuti a partire dal 25 febbraio 2015.
 Gibuti
- Force Aérienne du Djibouti

1 S-76A consegnato ed in servizio al dicembre 2020.
 Panama
- Servicio Nacional Aeronaval

 Spagna
- Ejército del Aire

8 S-76C consegnati a partire dal novembre 1991. A partire dal maggio 2024, con l'entrata in servizio degli H135 per le missioni addestrative, gli S-76C sono stati destinati alle missioni di Ricerca e soccorso fino alla fine della loro vita operativa.
 Thailandia
- Kongthap Akat Thai
- Royal Thai Navy

6 S-76B acquistati a partire dal 1996.